# Iași, Brașov
Iași este un sat în comuna Recea din județul Brașov, Transilvania, România.

## Istoric
- În anul 1733, când episcopul român unit (greco-catolic) Inocențiu Micu-Klein a organizat o conscripțiune[2] în Ardeal, în localitatea românească[3] Iași (ortografiat Jás) trăiau 52 de familii, adică vreo 210 persoane. Din registrul aceleiași conscripțiuni reiese prenumele preotului greco-catolic din localitate: Matej (Matei). În localitate funcționa o biserică greco-catolică.[4] Parohia greco-catolică de la Iași făcea parte din Protopopiatul de la Veneția de Jos.[5][6] Denumirea satului Jás, precum și prenumele preotului sunt redate în ortografie maghiară, întrucât rezultatele conscripțiunii urmau să fie destinate unei comisii formate din neromâni, în majoritate maghiari.[7]

## Personalități
- Traian Herseni (*1907 - †1980), sociolog, s-a născut în localitatea Iași, județul Brașov.

## Imagini

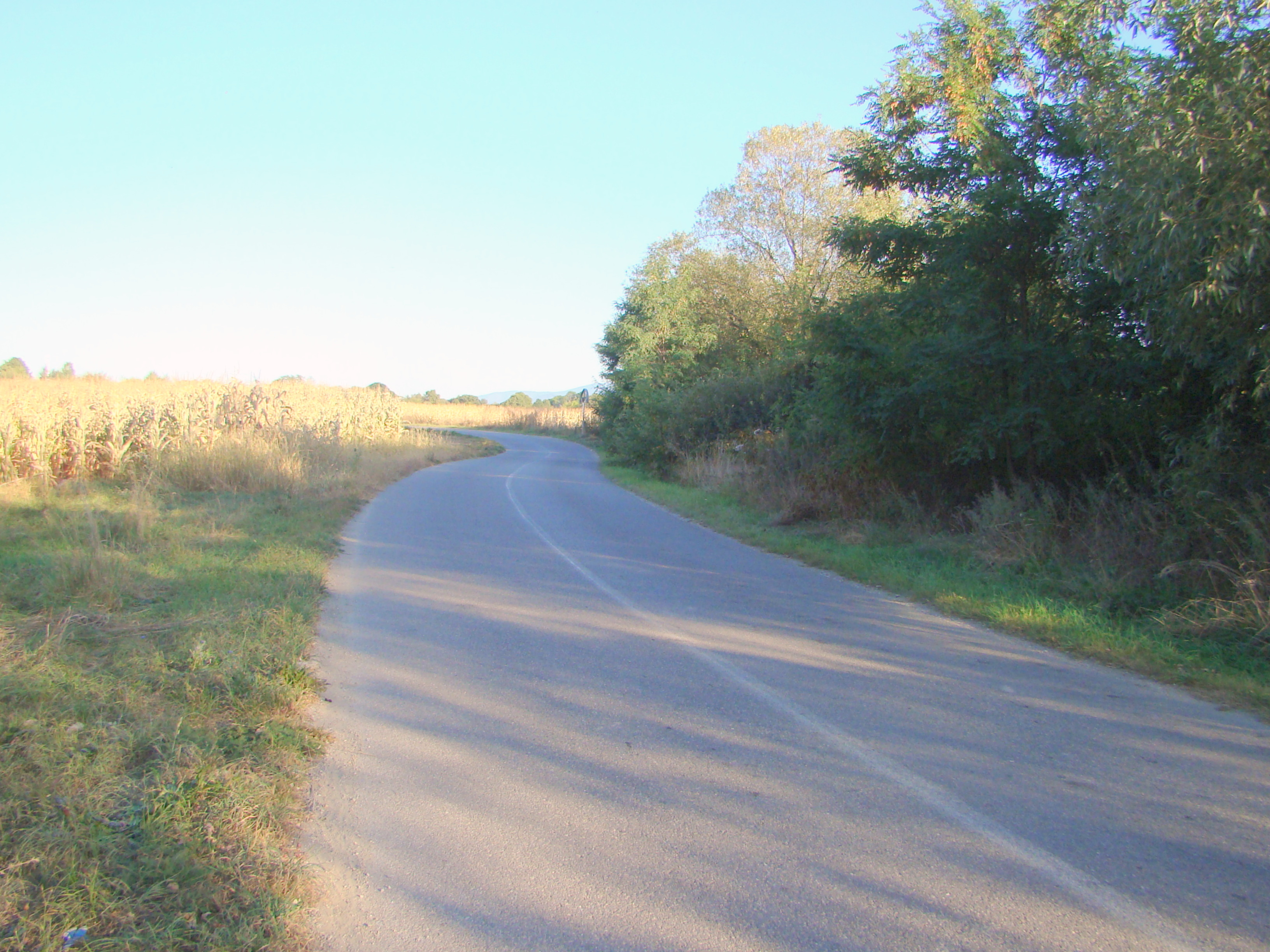
Drumul Săvăstreni-Iași
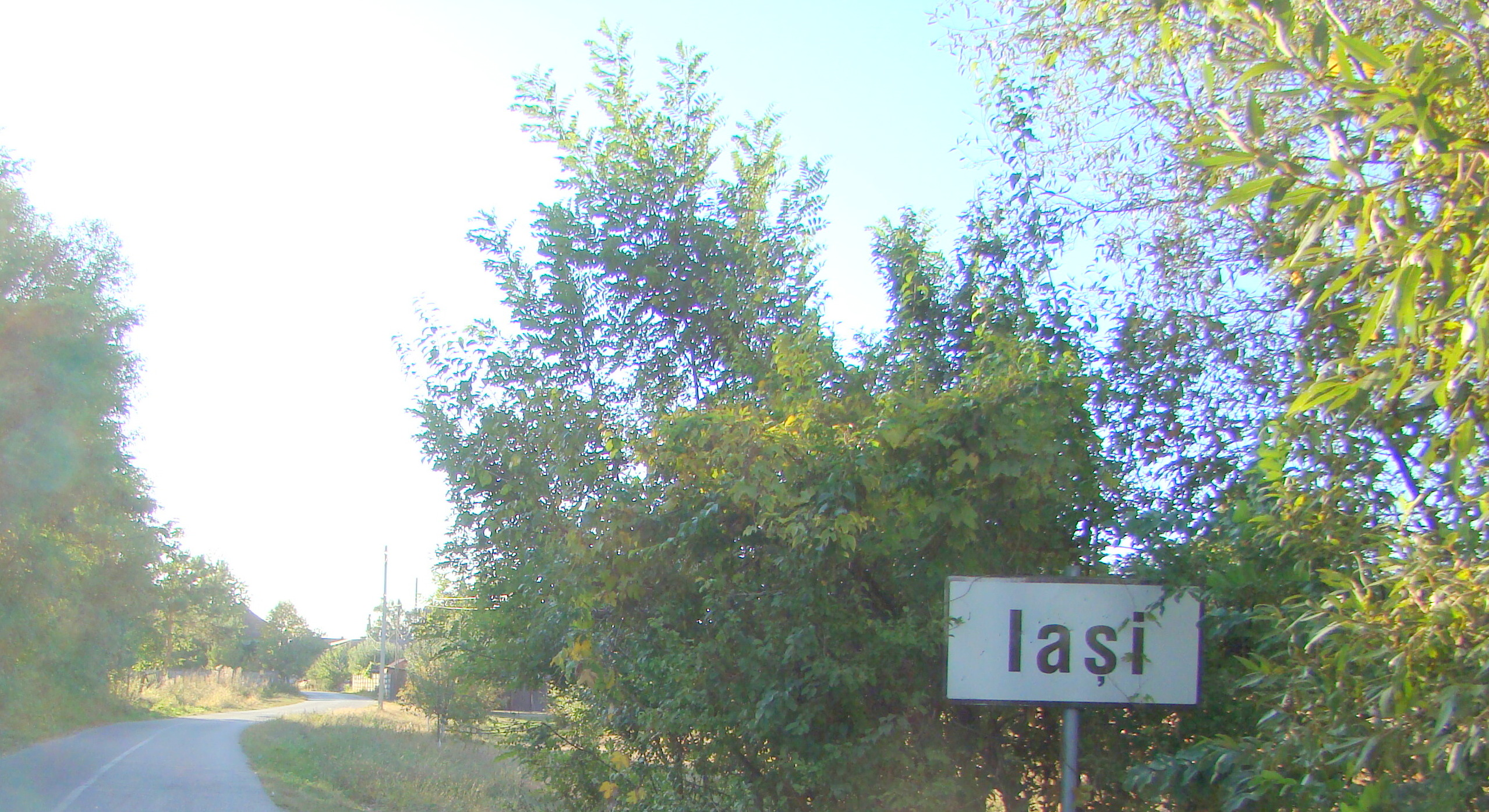
Intrarea în localitate
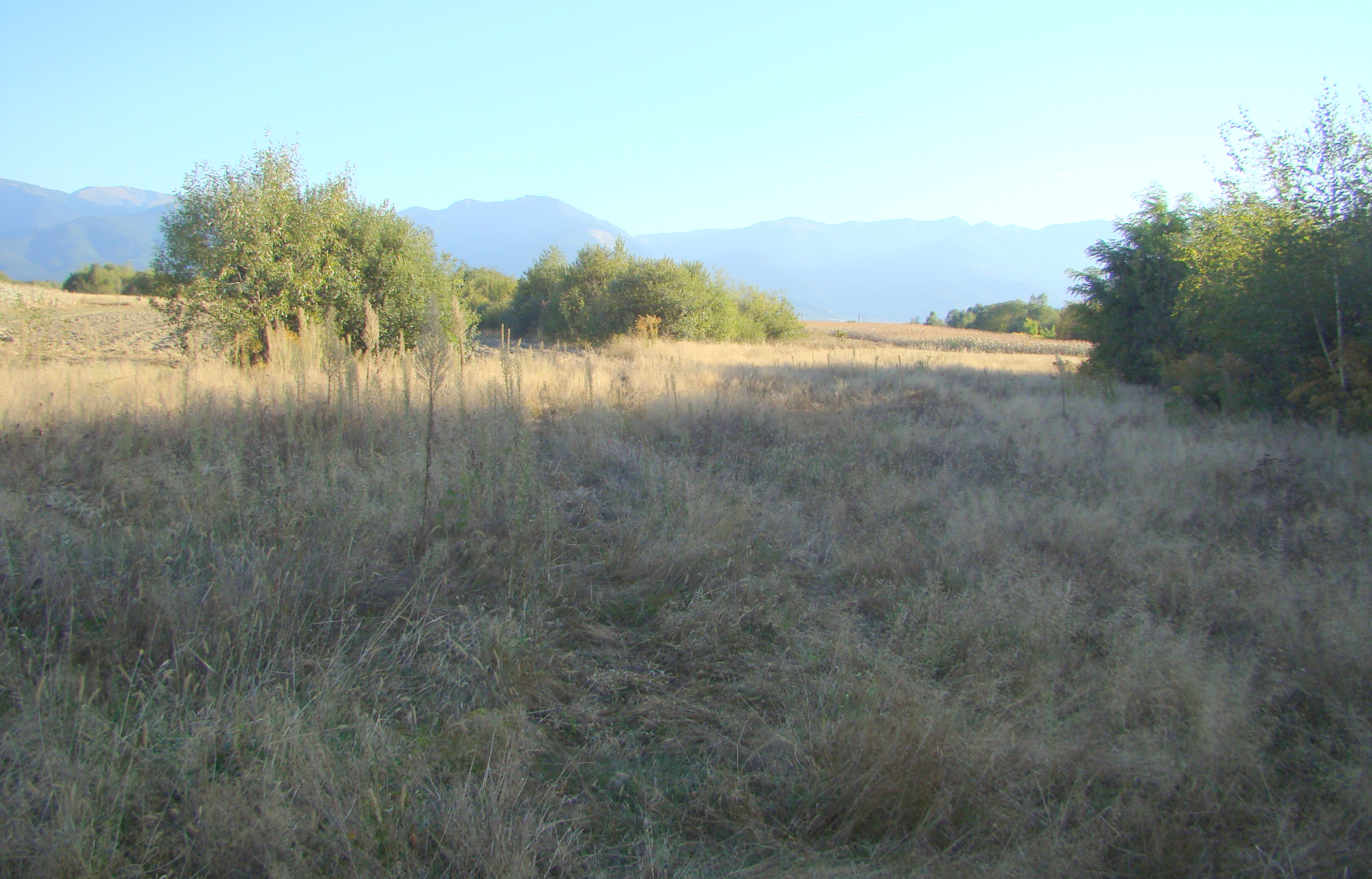
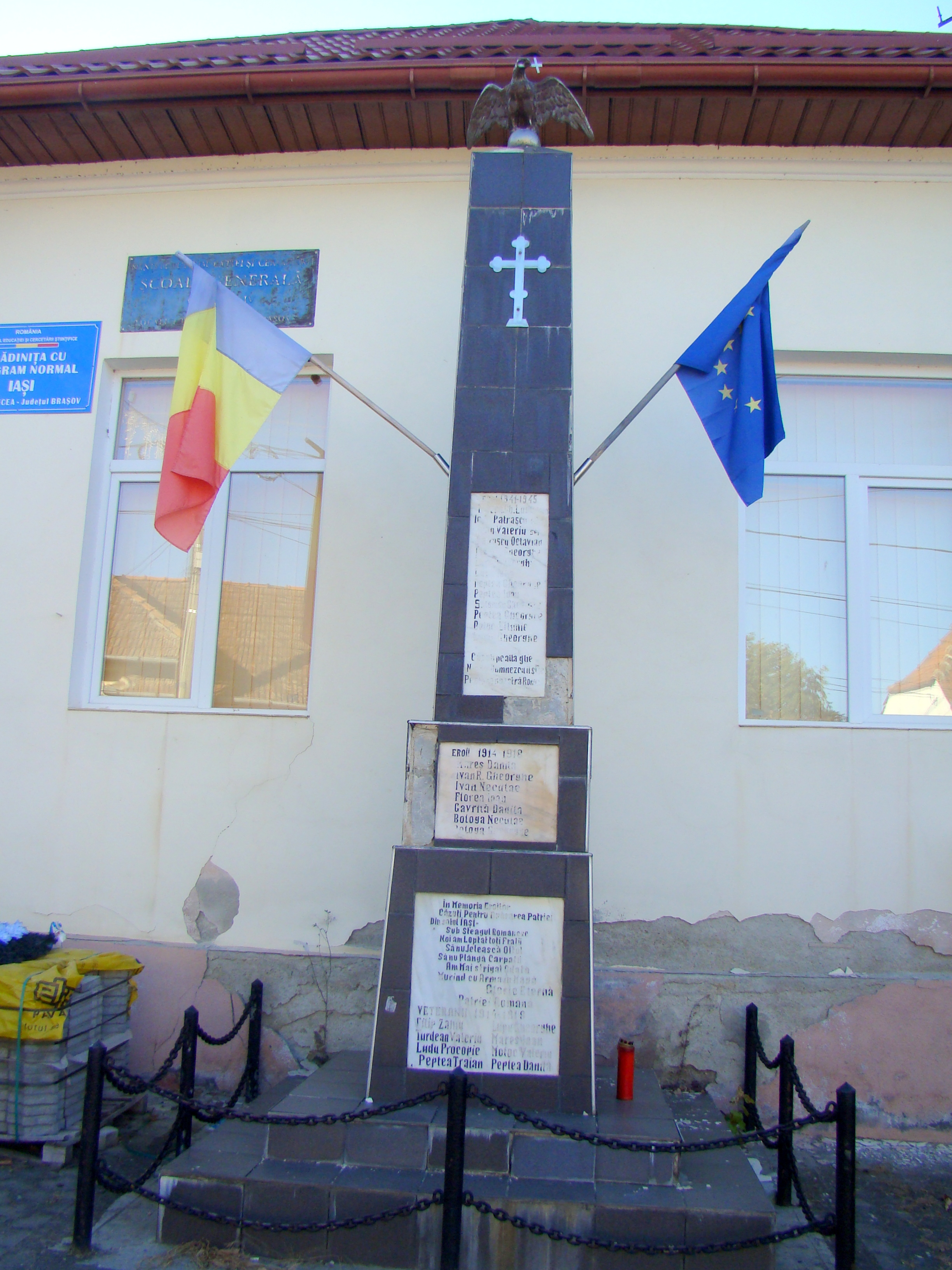
Monumentul eroilor
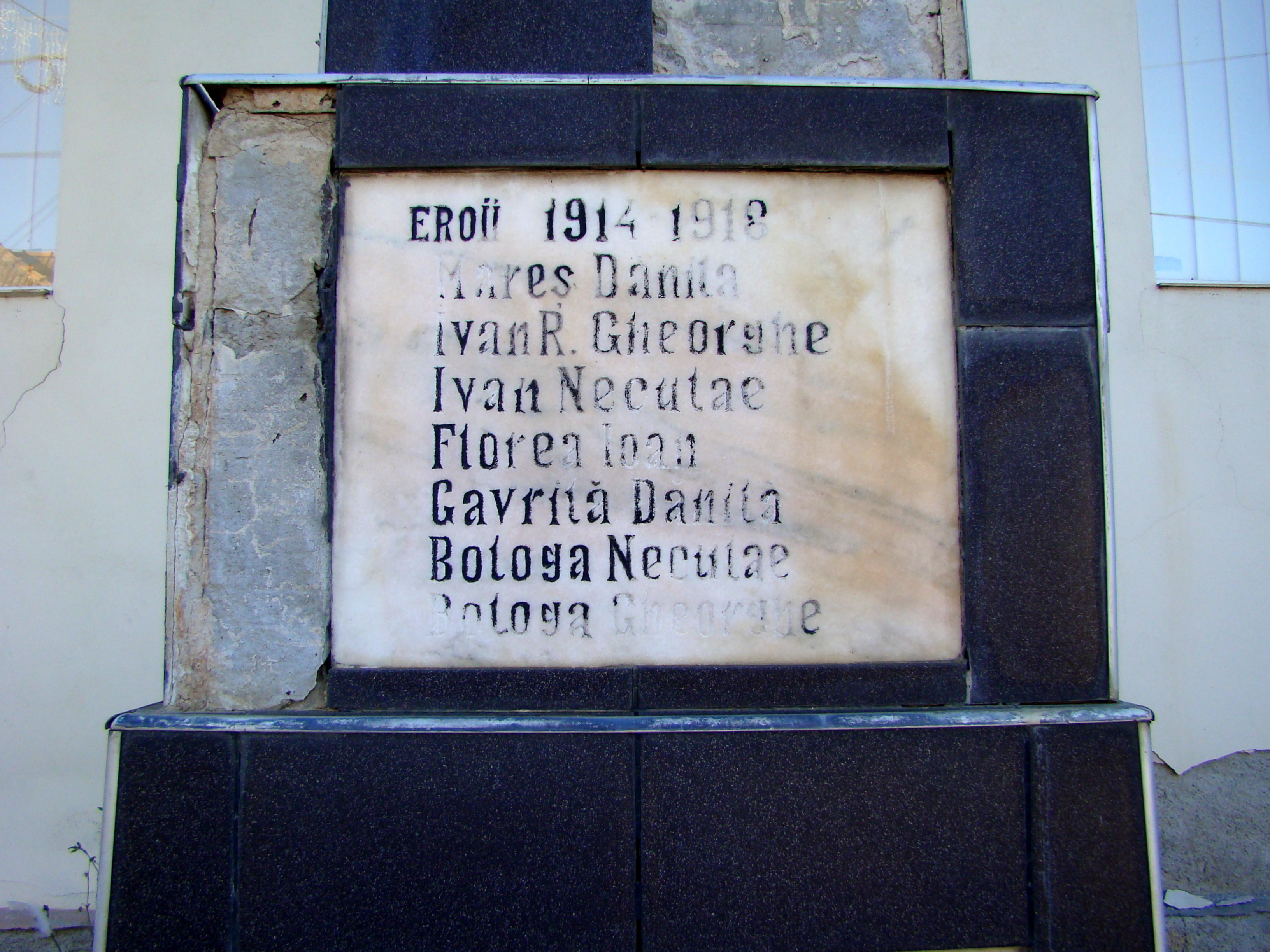
Monumentul eroilor (detaliu)
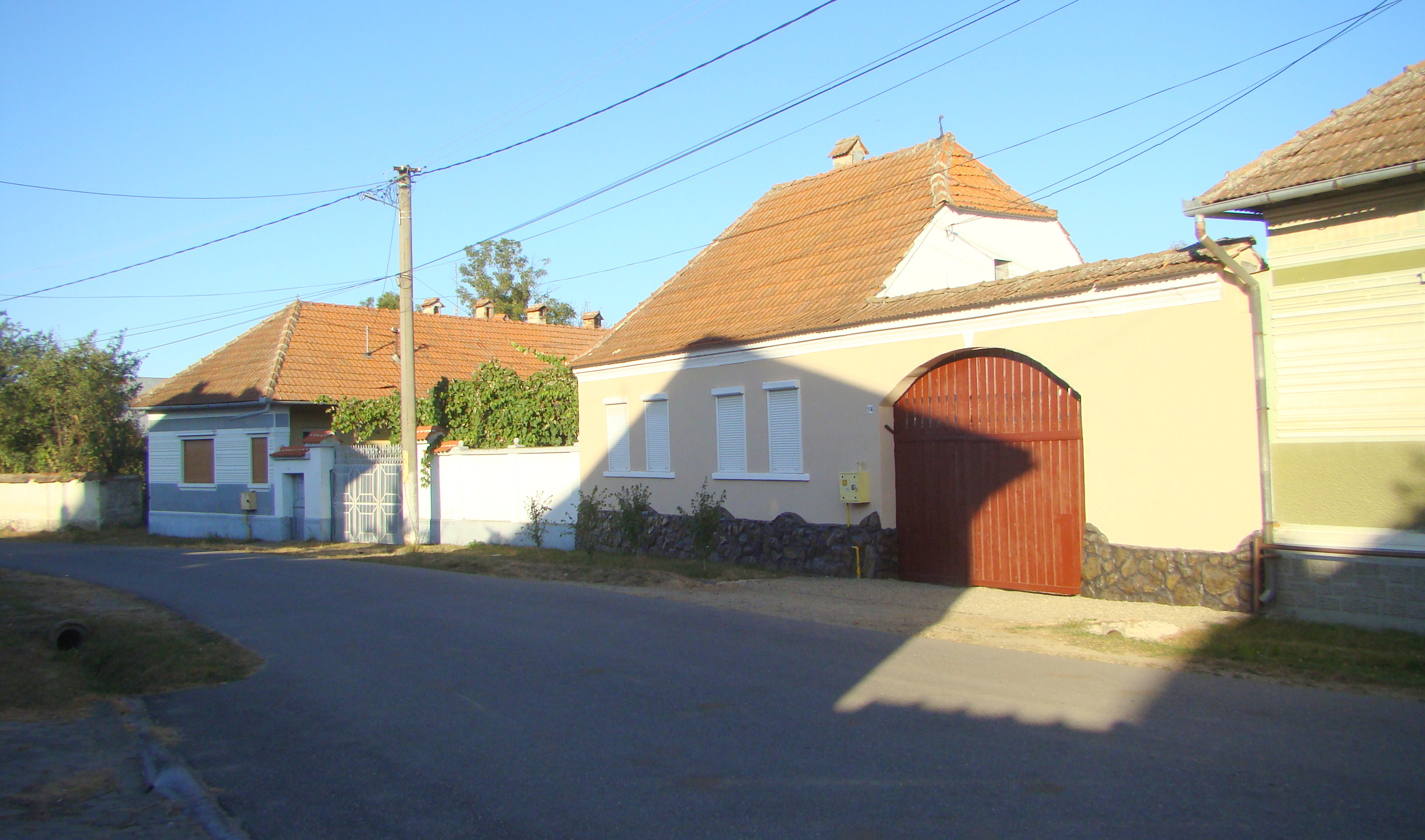
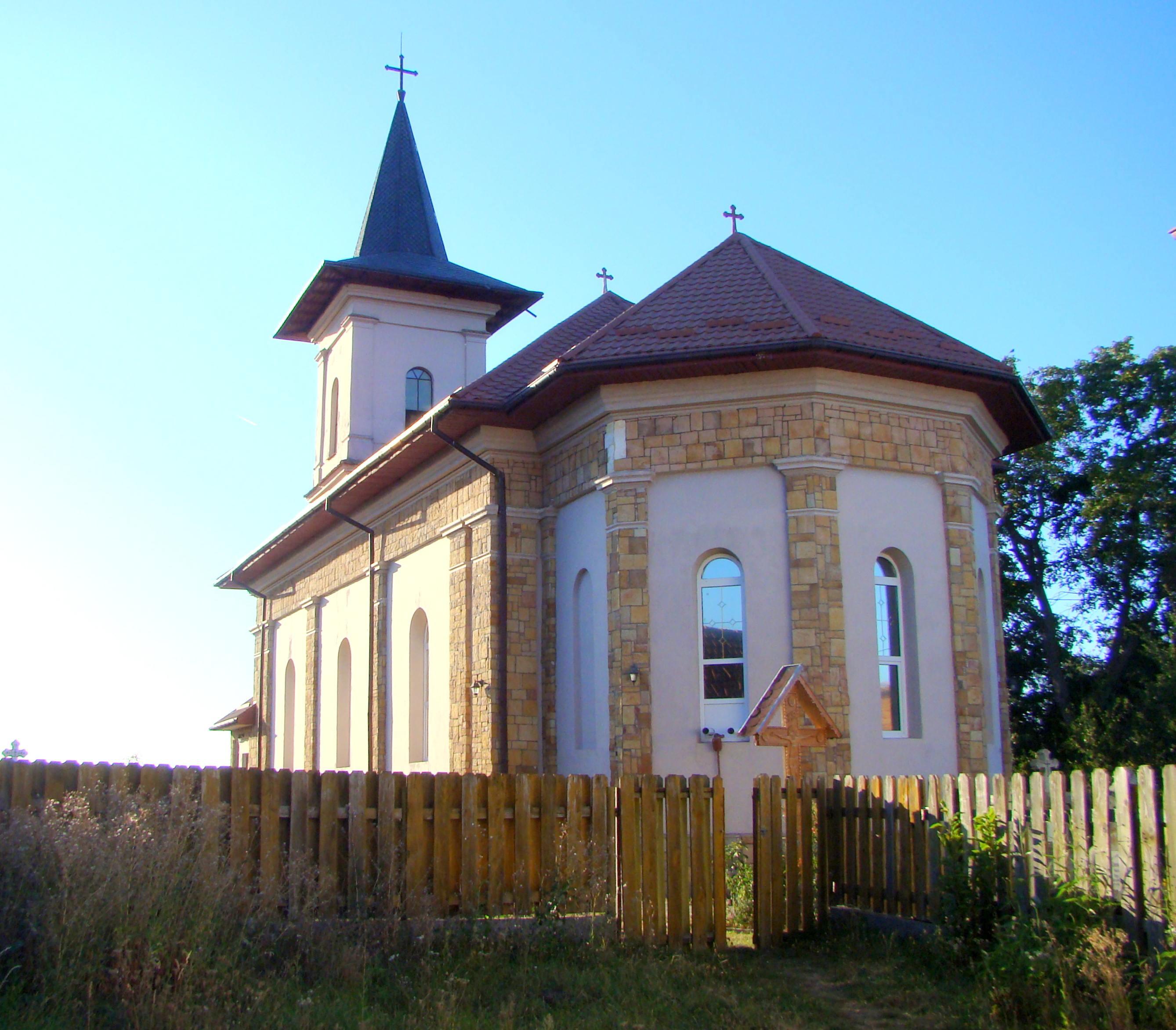
Biserica ortodoxă
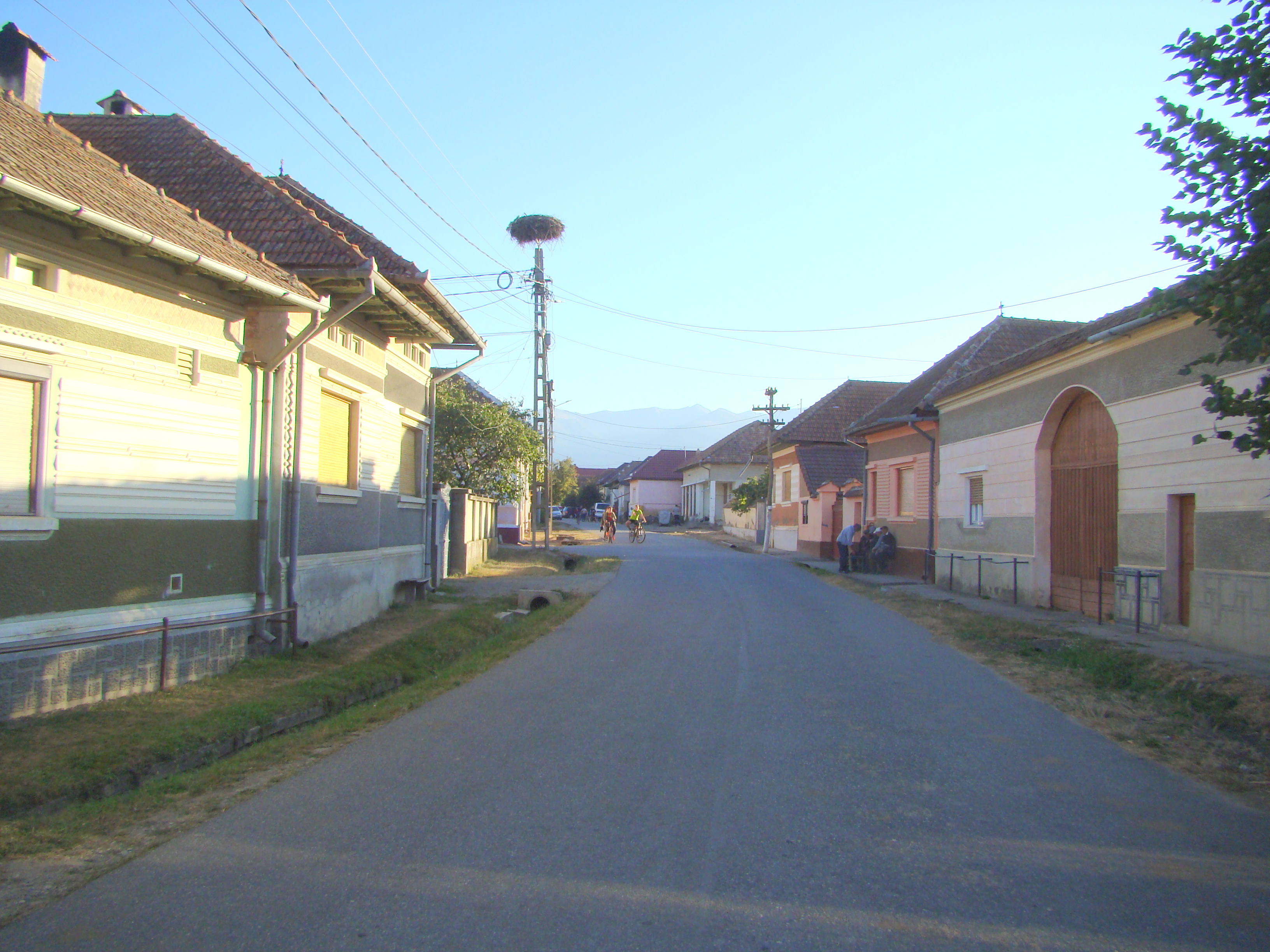